# Нерусса (остановочный пункт)
Неру́сса — остановочный пункт Московской железной дороги в Брянской области, названный по одноимённой реке.
Остановочный пункт расположен между станциями «Суземка» и «Холмечи» на линии Навля — Суземка. Упоминается (первоначально как разъезд) с 1920-х годов; с 1929 до 2002 года имел статус станции. В связи с уменьшением грузопотока, станция была ликвидирована путём демонтирования боковых путей.